# 3710 Богословський
3710 Богословський (3710 Bogoslovskij) — астероїд головного поясу, відкритий 13 вересня 1978 року.
Тіссеранів параметр щодо Юпітера — 3,291.